# 이바나 막시모비치
이바나 막시모비치(세르비아어: Ивана Максимовић, Ivana Maksimović, 1990년 5월 2일~)는 세르비아의 사격 선수이다. 주 종목은 소총으로 2012년 하계 올림픽에서 여자 50m 소총 3자세 종목 은메달을 획득했다.

## 개인사
아버지인 고란도 사격 선수이며 1988년 하계 올림픽에서 금메달을 획득했다. 2015년 농구 선수인 다닐로 안주시치와 결혼했다.